# 安德斯·康拉德森
安德斯·康拉德森（挪威語：Anders Konradsen；1990年7月18日—）是一位挪威足球運動員。在場上的位置是中場。現效力於挪威足球超级联赛球隊波杜基林特。他也代表挪威國家足球隊參賽。